# Criollización
La criollización (también traducido como “creolización”) es un concepto creado por Édouard Glissant que engloba la idea de un “consciente de sí mismo”, desarrollado en sus obras Sol de la conciencia (1956), Poética de la relación (1990) y Tratado de Todo-Mundo (1997).
El término proviene de la palabra criollo, del portugués crioulo, que a su vez, se deriva del verbo criar ‘crear; criar’. Posteriormente, este vocablo se empleó también para designar una lengua compuesta, surgida del contacto entre diversos y heterogéneos elementos lingüísticos. Para Glissant, la palabra criollización procede de la realidad de las lenguas criollas, aquellas que tienen su origen en los choques y en la consunción de elementos lingüísticos absolutamente heterogéneos entre sí, algo nuevo de lo que se va adquiriendo conciencia, respecto del cual no es posible identificar la operación original.

## Antecedentes
La formación intelectual de Glissant ocurre al mismo tiempo en que se desarrollaba el movimiento de la Négritude en Francia. Este movimiento afirma la validez de ser negro, restablece su dignidad, vinculando al negro americano (y sobre todo antillano) con su cultura y sus raíces africanas.
Glissant, más cerca de las posturas de Frantz Fanon, toma nota de ellas pero rechaza su aspecto monolítico. Glissant reivindica el legado de la Négritude pero la concibe en una dialéctica que intenta ir más allá de la visión del “África” de Césaire que le parece demasiada impregnada de una visión colonialista de África. El “retorno” a África no puede ser posible en el mundo
contemporáneo sino una reivindicación de la parte negra de América.
A partir de la condición del antillano y de su experiencia histórica, Glissant crea el término “criollización” (“créolisation”), que no
existía en francés, tomándolo del poeta jamaicano Edward Kamau Brathwaite.
En la misma época (década de las ochenta), un grupo de escritores antillanos, entre ellos Patrick Chamoiseau, Raphaël Confiant y Jean Bernabé, acuñan el término de “Créolité” en el manifiesto Eloge de la Créolité reivindicando el bilingüismo francés/criollo. Entienden la palabra francesa “créole” como la que designa a aquel que nació en América, oponiéndolo al indio autóctono y al blanco conquistador. Glissant prefiere el término de “criollización” porque se presenta como un proceso y no una esencia. Además, aunque inspirado de la experiencia histórica
de las Antillas, funciona como un concepto operativo para describir el movimiento global de intercambios que tienen lugar en el mundo contemporáneo.

## Desarrollo del concepto

### Sol de la conciencia - Poética I (1956)
En su primer ensayo, Glissant comienza a desarrollar sus propias ideas, independizándose de Aimé Césaire en torno al concepto de la negritud. El joven martiniqués reflexiona acerca de la situación colonial de las Antillas, así como de su Historia, proponiendo nuevas ideas acerca de la búsqueda identitaria. De esta manera, esboza lo que posteriormente denominaría criollización.
Escribió: “Quizá intuyo que no podrá haber ya cultura sin todas las culturas, ni civilización que pueda ser metrópoli de todas las demás, ni poeta que haga caso omiso de la evolución de la Historia.”
Asimismo, en esta obra trató sobre las tensiones que hay en la creación de una identidad antillana frente al resto del mundo:
Ahora bien, en las Antillas, de donde vengo, puede decirse que un pueblo está en proceso de construcción. Nacido de un caldo de culturas, en ese laboratorio en el que cada mesa es una isla, tenemos aquí una síntesis de razas, de hábitos, de saberes, pero que tiende a su propia unidad. ¿Puede esta síntesis, esa es efectivamente la cuestión, convertirse con éxito en una unidad?
Glissant buscaba responder tal cuestión en un contexto rodeado de “prosa, caos, medida, conocimiento y poesía” que señalaban la experiencia interna del martiniqués, quien observaba cómo el mundo europeo, específicamente la cultura francesa, se oponía paradójicamente a la suya, de donde mediante una alianza se descubriría toda verdad.

### Poética de la relación - Poetique III (1990)
En esta obra, se desarrollan los conceptos de criollización y relación.
La tesis que sostiene Glissant es que el mundo se criolliza continuamente, “las culturas del mundo, en contacto instantáneo y absolutamente conscientes, se alteran mutuamente por medio de intercambios, de colisiones irremisibles y de guerras sin piedad, pero también por medio de progresos de conciencia y de esperanza.”
Primeramente, retrata la naturaleza de las Antillas, archipiélago que sirve de prólogo geográfico donde se reúnen las características de América: mares abiertos, sierras abruptas y sinuosas, vegetación exuberante, todo lo contrario a la naturaleza europea, cuyos mares son cerrados, las estaciones del año se definen meticulosamente la una de la otra, una alineación constante que parece dirigir el pensamiento inexorablemente al de lo Uno.
Este primer acercamiento resulta crucial, porque de esta manera el escritor introduce su concepto de criollización:
la América tiene per se un carácter criollo, si se piensa desde la reciprocidad y la aportación que hace cada uno de sus componentes, conexión perfecta entre “verticalidad y la abrupta acumulación de lo real”.
Posteriormente, divide a la población americana en tres tipos, de acuerdo a su origen: Mesoamérica, cuyos pobladores siempre han estado ahí, los pueblos testigos; Euroamérica, aquella América que es más cercana a las formas culturales europeas y Neoamérica, la América de la
criollización integrada por el Caribe, el nordeste de Brasil, las Guyanas y Curaçao, el sur de Estados Unidos, el litoral de Venezuela y Colombia y una parte considerable de América Central y México.
No obstante, la división de estos tres
tipos de América supera las fronteras políticas, llegando a superponerse. Si
bien esta superposición genera conflictos, no impide que entre ellas se prestan
elementos que influyen entre sí, principalmente la Neoamérica: “la coincidencia
de elementos culturales provenientes de horizontes absolutamente diversos y que
realmente se criollizan, realmente se
imbrican y se confunden entre sí para alumbrar algo absolutamente imprevisible,
absolutamente novedoso, que no es otra cosa que la realidad criolla.”
Glissant identifica como Neoamérica a
estas regiones del continente en función del tipo de poblador que en ellas
habita. Si a Mesoamérica la conforman los pueblos originarios, y si la
Euroamérica se compone de aquellos emigrantes europeos que conservaron sus
costumbres y su lengua, la Neoamérica está formada por el “migrante desnudo”,
aquel que forzadamente fue traído al continente desde África, principalmente
por la trata de esclavos. A este tipo de poblador se le intentó extirpar todo
sesgo de su cultura original, incluyendo su lengua materna, dejándolo así a
suerte de su memoria. Este poblador es pieza clave para el desarrollo de la criollización,
pues es el que vive en comunidades periféricas y se traslada constantemente a
otras comunidades centrales, lo que resulta como un aporte a la visión del
pueblo como la suma de todos: “la coincidencia de elementos culturales
provenientes y horizontes absolutamente diversos y que realmente se criollizan, se imbrican y se confunden
entre sí para alumbrar algo absolutamente imprevisible, absolutamente novedoso,
que no es otra cosa que la realidad criolla”. Entonces, para Glissant,
es la Neoamérica la que determina la experiencia concreta de la criollización,
llevando a la conversión del ser. 
De esta manera, Glissant formula la
tesis de que la criollización efectuada en la Neoamérica es la misma que opera
en todo mundo, lo que supondría que “la identidad de un individuo no tiene
vigencia ni reconocimiento salvo que sea exclusiva respecto de la todos los
demás individuos”.
La criollización permite hacer efectivo
un nuevo enfoque de la dimensión espiritual de la humanidad en su diversidad.
Esto porque la criollización comporta que los elementos culturales que
concurren deben obligatoriamente ser “equivalentes en valor”, a fin de que esta
criollización se efectúe realmente, entonces, si algunos elementos culturales
en interacción son infravalorados en comparación con otros, la criollización no
se produce realmente.
Glissant toma como ejemplo al Caribe o Brasil, donde llegaron migrantes por motivo de la
esclavitud; ahí, la criollización ha
sido espuria o inicua porque los elementos culturales africanos fueron
infravalorados. Esto no significa que no opere la criollización, la cual sí se
produce, pero el ser queda mutilado porque se ve desestabilizado por la
disminución que lleva en sí, que le impide considerarse a sí mismo como tal,
disminución, por ejemplo de su valor propiamente africano. La criollización exige que los elementos
heterogéneos concurrentes sean valorados, que no haya degradación o disminución
del ser, ya sea interno o externo, en ese contacto y en esa mezcla.

#### Criollización vs. Mestizaje
La principal diferencia que marca
Glissant entre ambos términos es que la criollo “es imprevisible,
mientras que los efectos del mestizaje son fácilmente determinables”. La criollización es un
mestizaje con un valor añadido, el que le confiere la imprevisibilidad. Por
ejemplo, resultó absolutamente imprevisible que las poblaciones de América
crearan lenguas o de formas artísticas totalmente inéditas: “la criollización
genera en las Américas microclimas culturales y lingüísticos inesperados,
espacios en los que la mutua interacción de las lenguas y de las culturas es de
una gran brusquedad.” De la misma manera, los
microclimas culturales y lingüísticos que genera la criollización en las
Américas representan los signos mismos de lo que sucede en el resto del mundo:
“se crean micro y macroclimas de interpenetración cultural y lingüística”.

#### El mundo se criolliza
Así como en las lenguas criollas, donde la colisión
de elementos diversos y heterogéneos resulta en un lenguaje imprevisible, el término criollización es aplicable a la situación del
mundo. Glissant señala que una “totalidad tierra”, en la que no existe ninguna
autoridad orgánica y en la que todo es archipiélago, permite que los elementos
culturales más distantes y más heterogéneos puedan entrar en relación, lo cual
genera resultados imprevisibles. De esta manera, el escritor distingue entre
dos modalidades culturales genéricas donde se asienta la percepción de lo que
sucede en el mundo: modalidades culturales atávicas, es decir, procesos de
criollización antiguos, y modalidades culturales compuestas, cuyo proceso de
criollización se presenta ante nuestros ojos, como el ejemplo prototípico del Caribe.
En las modalidades culturales
compuestas, la visión de la identidad consiste en que es en función y resultado
de la criollización, es decir, de la identidad como rizoma, la identidad no como raíz única, sino
como raíz múltiple, formulación que se opondría al modelo cultural atávico, que
afirma que cualquier identidad es radicalmente única y exclusiva. Tal
planteamiento lleva a Glissant a preguntarse cuál es el punto de tangencia
entre esas culturas compuestas que propenden al atavismo y esas culturas
atávicas que comienzan a criollizarse. La respuesta la construye dentro del
concepto de relación.

#### Relación
Para no desviarse de la concepción identitaria compuesta por una raíz que se ramifica, Glissant imaginó como se confecciona una identidad de relación, cuyos elementos comportan aperturas entre sí mismos y sin peligro de disolverse. Así, la poética de la relación permite comprender estas fases e interdependencias entre las situaciones de distintos pueblos en el mundo actual. Esto es, abandonar la identidad de raíz única y adentrarse en la auténtica criollización del mundo. Reconciliarse con el pensamiento del rastro, aquel proveniente de la memoria, con un pensamiento asistemático, no dominador ni autoritario, sino que será un pensamiento caracterizado por la intuición, la fragilidad, la ambigüedad, en concordancia con la extraordinaria multiplicidad de dimensiones del mundo actual.

### Tratado del Todo-Mundo (1997)
“La imaginería irradia y se rehace en el enredo del Todo-Mundo. El enredamiento de las lenguas, a su vez, nos lo torna legible esa lengua que usamos: nuestro uso de la lengua no puede ser ya monolingüe.”
En este compendio de ensayos, Glissant retoma varios de sus conceptos desarrollados en obras anteriores y los concentra en la visión de mundialidad (opuesta a la mundialización), que es la apertura a todas las diversidades y posibilidades.
Primeramente, si la
“antillanité” se había entendido como un modo de vida que se manifiesta en la
realidad de las Antillas (por ejemplo, en el
sistema de plantación azucarera y la explotación del hombre por el hombre, la
insularidad, el colonialismo, la criollización de la lengua y de las
costumbres, la memoria de un legado africano, la primacía de la oralidad),
la mundialidad se entiende como una visión más abarcadora de la realidad, el Caos-Mundo, planteado en el Tratado del Todo-Mundo y que es
atravesada por la criollización, la
cual se confirma como el mestizaje sin límites, cuyos elementos están
multiplicados y cuyas resultantes son imprevisibles. 
El
Archipiélago es errabundo, de tierra a mar, se franquea de ola y de alba. Pero
también hay albas en la llanura cultivada, en el cerro quieto, en la península
que vela en la avanzadilla de las tierras y provoca a lo desconocido. Tienen
habitantes. Y si no los tuvieran, merecerían tenerlos. Esas humanidades ocupan
la huella, del Ser al siendo.
Asimismo, Glissant afirma que lo diverso abre los países en este Caos-mundo en el que vivimos:
Llamo Caos-mundo al actual choque de tantas culturas que se prenden, se rechazan, desaparecen, persisten sin embargo, se adormecen o se transforman, despacio o a la velocidad fulminante: esos destellos, esos estallidos cuyo fundamento aún no hemos empezado a comprender, ni tampoco su organización, y cuyo arrebatado avance no podemos prever. El Todo-Mundo, que es totalizador, no es (para nosotros) total.
Glissant se opone en este sentido a la idea de
sistema-mundo ya que el sistema implica una organización de éste en donde las
particularidades se disipan y se funden en un todo. El Todo-mundo no es lo uno, lo mismo, sino una totalidad en donde los
encuentros y choques entre culturas, por su imprevisibilidad, desbaratan la
posibilidad de su sistematización. 
Y
llamo Poética de la Relación a esa posibilidad de lo imaginario que nos mueve a
concebir la globalidad inasible de un Caos-mundo como ese, al tiempo que nos
permite hacer que despunte algún detalle y, muy particularmente, nos permite
cantar el lugar que nos corresponde, insondable e irreversible.
La relación es un modo de andar en el mundo,
entendiendo y aceptando la multiplicidad. Es un encuentro dinámico, donde debe
primar la apertura hacia las diferencias, garantizando lo diverso, y
proponiendo la identidad no como una identidad raíz–única, sino como una
identidad–rizoma.
La
criollización es el no-Ser por fin en hecho: por fin la sensación de que la
resolución de las identidades no es el cabo del alba. Que la Relación, esa
resultante en contacto y proceso, cambia e intercambia, sin perdernos ni
desnaturalizarnos. No está dicho que haya que renunciar (al siendo) para
aceptar por fin (los estados del mundo). No, no está dicho, ni tan siquiera
supuesto. Puedes escapar de esa calle de adoquines helados en donde habías
extraviado el esqueleto, escapar para admirar por fin lo que te rodea y
respirar el aire frío. La multi-energía de las criollizaciones no crea un campo
neutro en donde podrían adormecerse los padecimientos de las humanidades;
vuelve a activar esa dilatación vertiginosa en donde se deshacen no las
diferencias, sino los pasados padecimientos fruto de la diferencia.

## Cultura
Hay diferentes procesos de criollización que han moldeado y remodelado las diferentes formas de una cultura. Por ejemplo, la comida, la música o la religión se han visto afectadas por la criollización del mundo actual.

### Comida
La criollización ha afectado los elementos y tradiciones de la comida. Una mezcla de la cocina que describe la combinación de elementos africanos y franceses en el sur de Estados Unidos, particularmente en Luisiana, y en el Caribe francés, ha estado influenciada por la criollización. Esta mezcla ha dado lugar a una combinación de culturas que ha dado lugar a la cocina criollizada, más conocida como cocina criolla. Estas mismas creaciones con diferentes sabores pertenecen particularmente a territorios específicos influenciados por diferentes historias y experiencias. El Caribe ha estado colonizado por países diferentes que influyeron en la creación de nuevas y diferentes recetas y la implantación de nuevos métodos de cocción. La cocina criolla se basa en gran medida en las influencias francesas y españolas debido a su colonización, principalmente desde el siglo XVII hasta finales del siglo XX. También tiene influencia por sus raíces africanas y una mezcla de diferentes cocinas de las tribus nativas americanas.

### Música
Algunas de las formas de música que son llamadas populares provienen de la opresión de un pueblo o de la esclavitud. Esta fertilización cruzada desencadena una mezcla cultural y crea una forma propia diferente a través de la agitación y el conflicto entre la cultura dominante y dominada. Una de esas formas es la música de jazz. La obra de arte musical creada por compositores de la diáspora africana también lo exhibe con frecuencia.
La música de jazz tiene sus raíces en el diálogo entre la música folclórica negra en los Estados Unidos que se deriva de la música de las plantaciones y las áreas rurales, y la música negra basada en la ciudad de Nueva Orleans. La música jazz se desarrolló a partir de la música criolla que tiene sus raíces en la combinación de blues, música de salón, ópera y música espiritual.

### Religión
Las religiones populares de Haití, Cuba, Trinidad y Tobago y Brasil se formaron a partir de la mezcla de elementos africanos y europeos. El catolicismo llegó con la colonización europea del Caribe, lo que provocó una fuerte influencia de sus prácticas sobre la religión ya existente. Las creencias religiosas como el vudú en Haití, la santería en Cuba, el shango en Trinidad o el candomblé en Brasil tienen sus raíces en la criollización. La creación de estas nuevas expresiones religiosas se ha sostenido y evolucionado a lo largo del tiempo para crear "religiones criollas".